# Црква Преноса моштију Светог Николе у Милићима
Црква Преноса моштију Светог Николе једнобродна је грађевина у Милићима, Република Српска. Припада епархији зворничко-тузланској, а посвећена је Преносу моштију Светог Николе.
Градња цркве започета је 1871. године, када је Митрополит дабробосански Николај Мандић осветио темеље. Сазидана је од камена, покривена је лимом и има звоник са два звона. Када је градња завршена 1872. године, Митрополит дабробосански Николај Мандић осветио је храм.
Према предању, на месту данашње цркве раније је постојала црква брвнара која је срушена како би се изградила ова нова, већа и чвршћа, али не постоје поуздани подаци који би то потврдили. Током Другог светског рата усташе су запалиле цркву, која је 1947. године обновљена, омалтерисана и покривена црепом. Након ове, уследила је обнова 1967. године, када је цреп замењен лимом и саниране пукотине, као и обнова из 1974. године, када је у храму постављен мермер и иконостас од даске са иконама насликаним на платну. Последња обнова из 2010. године још увек траје, а до сада су урађени потпорни зидови око храма, урађена изолација и храм је озидан изнутра; у звонику су уграђене три плоче са носећим стубовима.
Црква није живописана, а иконостаса тренутно нема јер је у фази обнове.
Парохијски дом површине 240 квадратних метара саграђен је 2004. године, а светосавски дом површине 384 квадратних метара 2009. године. У порти цркве постоји спомен-плоча и костурница за 15 Срба које је аустроугарска влада осудила за време Првог светског рата.